# Gyrocarpaceae
Gyrocarpaceae is een botanische naam, voor een familie van tweezaadlobbige planten. Een familie onder deze naam wordt vrij zelden erkend door systemen van plantentaxonomie: veelal worden deze planten ingedeeld bij de familie Hernandiaceae. Dit laatste is ook de opvatting van het APG II-systeem (2003), onveranderd ten opzichte van het APG-systeem (1998).
De bekendste soort is Gyrocarpus americanus.